# Camera Obscura (альбом)
Camera Obscura — седьмой и последний студийный альбом немецкой певицы Нико, выпущенный в 1985 году и записанный при участии коллектива The Faction.

## Об альбоме
Для записи Camera Obscura Нико возобновила сотрудничество с Джоном Кейлом, который был продюсером всех её альбомов начиная с конца 1960-х, но не участвовал в записи её предыдущей пластинки Drama of Exile. При этом Camera Obscura не стал возвращением к «неоклассическому» звучанию, разрабатывавшемуся Нико в совместных с Кейлом альбомах 1960-х и 1970-х годов, а продолжил электронно-нововолновую линию Drama of Exile, хотя и оказался заметно более мрачным по тону. Aрабские и африканские влияния, чувствовавшиеся во многих композиция c Drama of Exile, здесь приглушены или вовсе сошли на нет. Вокальный стиль Нико к этому моменту несколько изменился, на смену «хоральному» мелизматическому пению пришла манера, напоминающая Лизу Джеррард из Dead Can Dance.
Самой старой композицией в альбоме стал закрывающий трек, «König». Оригинальная версия этой песни была записана ещё во время сессий к Desertshore. Она появляется в фильме Филиппа Гарреля «Внутренняя рана» 1972 года, саундтрек к которому составили песни Нико из Desertshore (она же исполняет в нём главную роль). По стилю «König» сильно выбивается из общего звучания альбома, приближаясь к записям Нико начала 1970-x годов; певица исполняет её соло на фисгармонии. Другая старая песня — «Tananore», впервые она была исполнена на концерте в 1975 году. В альбом вошла также версия джазового стандарта «My Funny Valentine». На песню «My Heart Is Empty» был снят музыкальный клип.

## Список композиций
Все песни написаны Нико, кроме отмеченных особо.
Сторона А
1. «Camera Obscura» – 3:42 (Nico, John Cale, James Young, Graham Dids)
2. «Tananore» – 4:24
3. «Win a Few» – 6:10
4. «My Funny Valentine» – 3:23 (Richard Rodgers, Lorenz Hart)
5. Das Lied vom einsamen Mädchen – 5:40 (Robert Gilbert, Werner Richard Heymann)

Сторона B
1. «Fearfully in Danger» – 7:26
2. «My Heart Is Empty» – 4:37
3. «Into the Arena» – 4:12
4. «König» – 4:08

## Состав
- Нико — вокал, фисгармония
- The Faction:
  - Ричард Янг — клавишные
  - Грэм Дидс — перкуссия
- Джон Кейл — вокал на треке «Camera Obscura»
- Иэн Карр — духовые на треках «My Funny Valentine», «Into the Arena»
- Дэйв Янг — звукоинженер